# Llista d'ocells de Grenada
Aquesta llista d'ocells de Grenada inclou totes les espècies d'ocells trobats en aquesta illa. L'avifauna de Grenada inclou un total de 168 espècies, de les quals 3 hi són endèmiques, 1 hi fou introduïda pels humans i 97 hi són rares o accidentals. A més, 1 espècie de la llista hi fou caçada fins a l'extinció i no surt al recompte.
Les següents etiquetes han estat emprades per afegir informació rellevant sobre algunes espècies del llistat:
- (A) Accidental (Espècie que de forma accidental és observada a Grenada).
- (E) Endèmica (Espècie endèmica de Grenada).
- (I) Introduïda (Espècie introduïda per l'acció humana).
- (Ex) Extinta (Espècie extinta a Grenada).

## Podicipediformes
Família: Podicipedidae
- Cabusset becgròs (Podilymbus podiceps) (A)

## Procellariiformes
Família: Procellariidae
- Puffinus lherminieri (A)

Família: Hydrobatidae
- Petrell oceànic (Oceanites oceanicus) (A)

## Pelecaniformes
Família: Phaethontidae
- Phaethon aethereus (A)
- Cuajonc becgroc (Phaethon lepturus) (A)

Família: Pelecanidae
- Pelicà bru (Pelecanus occidentalis (A)

Família: Sulidae
- Mascarell emmascarat (Sula dactylatra) (A)
- Mascarell cama-roig (Sula sula) (A)
- Mascarell bru (Sula leucogaster)

Família: Anhingidae
- Anhinga (Anhinga anhinga) (A)

Família: Fregatidae
- Fregata grossa (Fregata magnificens)

## Ciconiiformes
Família: Ardeidae
- Bernat americà (Ardea herodias) (A)
- Ardea alba
- Martinet tricolor (Egretta tricolor) (A)
- Egretta caerulea (A)
- Martinet blanc americà (Egretta thula) (A)
- Esplugabous (Bubulcus ibis)
- Butorides virescens
- Martinet de nit (Nycticorax nycticorax) (A)
- Martinet de nit violaci (Nyctanassa violacea) (A)

Família: Ciconiidae
- Jabirú americà (Jabiru mycteria)

Família: Threskiornithidae
- Ibis roig (Eudocimus ruber) (A)
- Capó reial (Plegadis falcinellus)
- Becplaner rosat (Platalea ajaja)

## Anseriformes
Família: Anatidae
- Dendrocygna bicolor (A)
- Dendrocygna arborea (A)
- Dendrocygna autumnalis (A)
- Ànec xiulador americà (Anas americana)
- Anas carolinensis
- Ànec cuallarg (Anas acuta)
- Xarxet alablau (Anas discors) (A)
- Ànec cullerot (Anas clypeata)
- Morell de collar (Aythya collaris)
- Morell petit (Aythya affinis)
- Nomonyx dominica
- Ànec de Jamaica (Oxyura jamaicensis) (A)

## Falconiformes
Família: Cathartidae
- Urubú (Coragyps atratus) (A)

Família: Pandionidae
- Àguila pescadora (Pandion haliaetus) (A)

Família: Accipitridae
- Milà becganxut (Chondrohierax uncinatus)
- Arpella pàl·lida (Circus cyaneus)
- Buteogallus anthracinus (A)
- Aligot alacurt (Buteo platypterus) (A)

Família: Falconidae
- Xoriguer americà (Falco sparverius) (A)
- Esmerla (Falco columbarius) (A)
- Falcó pelegrí (Falco peregrinus)

## Galliformes
Família: Cracidae
- Ortalis ruficauda

## Gruiformes
Família: Rallidae
- Polla pintada de Carolina (Porzana carolina) (A)
- Porphyrio martinica
- Polla d'aigua (Gallinula chloropus) (A)
- Fotja americana (Fulica americana) (A)
- Fulica caribaea (A)

## Charadriiformes
Família: Recurvirostridae
- Himantopus mexicanus (A)

Família: Charadriidae
- Daurada petita (Pluvialis dominica) (A)
- Pigre gris (Pluvialis squatarola) (A)
- Corriol semipalmat (Charadrius semipalmatus) (A)
- Charadrius wilsonia (A)
- Corriol cua-roig (Charadrius vociferus) (A)
- Charadrius collaris (A)

Família: Scolopacidae
- Gallinago delicata (A)
- Tetolet gris (Limnodromus griseus) (A)
- Limosa fedoa (A)
- Polit esquimal (Numenius borealis) (A)
- Polit cantaire (Numenius phaeopus)
- Territ cuallarg (Bartramia longicauda) (A)
- Gamba groga grossa (Tringa melanoleuca) (A)
- Gamba grossa petita (Tringa flavipes) (A)
- Xivita solitària (Tringa solitaria) (A)
- Xivitona maculada (Actitis macularia) (A)
- Gamba alanegra (Catoptrophorus semipalmatus) (A)
- Remena-rocs (Arenaria interpres) (A)
- Territ gros (Calidris canutus) (A)
- Territ de tres dits (Calidris alba) (A)
- Territ semipalmat (Calidris pusilla) (A)
- Territ d'Alaska (Calidris mauri) (A)
- Territ menut canadenc (Calidris minutilla) (A)
- Territ pectoral (Calidris melanotos) (A)
- Territ becllarg (Calidris ferruginea) (A)
- Calidris himantopus (A)
- Territ rogenc (Tryngites subruficollis) (A)
- Batallaire (Philomachus pugnax) (A)
- Escuraflascons de Wilson (Phalaropus tricolor) (A)

Família: Stercorariidae
- Paràsit cuapunxegut (Stercorarius parasiticus) (A)

Família: Laridae
- Larus smithsonianus
- Gavina vulgar (Larus ridibundus) (A)
- Gavina capnegra americana (Larus atricilla)

Família: Sternidae
- Sterna sandvicensis (A)
- Xatrac reial (Sterna maxima)
- Xatrac rosat (Sterna dougallii) (A)
- Xatrac comú (Sterna hirundo) (A)
- Xatrac menut americà (Sterna antillarum) (A)
- Xatrac embridat (Sterna anaethetus) (A)
- Xatrac fosc (Sterna fuscata) (A)
- Fumarell negre (Chlidonias niger) (A)
- Nodi (Anous stolidus)

Família: Rynchopidae
- Rynchops niger (A)

## Columbiformes
Família: Columbidae
- Colom roquer (Columba livia) (I)
- Patagioenas squamosa
- Zenaida auriculata
- Zenaida aurita
- Columbina passerina
- Leptotila wellsi (E)
- Geotrygon montana

## Cuculiformes
Família: Cuculidae
- Coccyzus minor
- Coccyzus melacoryphus (A)
- Aní Crotophaga ani

## Strigiformes
Família: Tytonidae
- Òliba (Tyto alba)

## Apodiformes
Família: Apodidae
- Cypseloides niger (A)
- Streptoprocne zonaris (A)
- Chaetura cinereiventris
- Chaetura brachyura

## Trochiliformes
Família: Trochilidae
- Glaucis hirsuta
- Colibrí nucablanc (Florisuga mellivora)
- Anthracothorax viridigula
- Colibrí gorjamorat del Carib (Eulampis jugularis)
- Eulampis holosericeus
- Chrysolampis mosquitus
- Orthorhyncus cristatus
- Agyrtria brevirostris
- Saucerottia tobaci

## Coraciiformes
Família: Alcedinidae
- Alció blau (Ceryle alcyon) (A)

## Passeriformes
Família: Tyrannidae
- Elaenia martinica
- Elaenia flavogaster
- Lathrotriccus euleri (Ex)
- Myiarchus nugator (E)
- Tyrannus melancholicus (A)
- Tyrannus dominicensis
- Tyrannus savana (A)

Família: Hirundinidae
- Progne dominicensis
- Tachycineta albiventer (A)
- Oreneta de ribera (Riparia riparia) (A)
- Oreneta vulgar (Hirundo rustica)

Família: Troglodytidae
- Cargolet comú americà (Troglodytes aedon)

Família: Mimidae
- Mimus gilvus
- Cinclocerthia ruficauda (A)
- Allenia fusca (A)
- Margarops fuscatus

Família: Turdidae
- Griveta caragrisa (Catharus minimus)
- Turdus fumigatus
- Turdus nudigenis

Família: Vireonidae
- Vireo flavifrons (A)
- Vireo altiloquus

Família: Parulidae
- Bosquerola de pit groc Parula americana) (A)
- Bosquerola groga (Dendroica petechia)
- Bosquerola tigrada (Dendroica tigrina) (A)
- Bosquerola fosca (Dendroica fusca) (A)
- Dendroica discolor (A)
- Bosquerola de casquet (Dendroica striata) (A)
- Bosquerola zebrada (Mniotilta varia)
- Bosquerola cua-roja (Setophaga ruticilla) (A)
- Protonotaria citrea (A)
- Bosquerola xivitona (Seiurus noveboracensis) (A)
- Seiurus motacilla

Família: Coerebidae
- Coereba Coereba flaveola

Família: Thraupidae
- Scharlach-Tangare (Piranga olivacea) (A)
- Piranga roja (Piranga rubra) (A)
- Euphonia musica (A)
- Tangara cucullata (E)

Família: Emberizidae
- Volatinia jacarina
- Sporophila nigricollis (A)
- Tiaris bicolor
- Loxigilla noctis
- Sicalis luteola (A)

Família: Cardinalidae
- Durbec de pit roig (Pheucticus ludovicianus)

Família: Icteridae
- Bobolinc (Dolichonyx oryzivorus) (A)
- Quiscalus lugubris
- Molothrus bonariensis
- Icterus icterus (A)
- Oriol de Baltimore (Icterus galbula) (A)